# Studien zur Geschichte Asiens, Afrikas und Lateinamerikas
Studien zur Geschichte Asiens, Afrikas und Lateinamerikas ist eine Buchreihe zur Geschichte Asiens, Afrikas und Lateinamerikas. Sie erschien im Akademie-Verlag in (Ost-)Berlin. Die Reihe erschien von 1959 bis 1972 unter Mitwirkung zahlreicher Fachgelehrter. Insgesamt wurden 24 Bände veröffentlicht.
Die folgende Übersicht erhebt keinen Anspruch auf Aktualität oder Vollständigkeit:

## Übersicht
- 1. Kurt Büttner: Die Anfänge der deutschen Kolonialpolitik in Ostafrika. Berlin, 1959.
- 2. Geschichte und Geschichtsbild Afrikas : Beiträge der Arbeitstagung für neuere und neueste Geschichte Afrikas am 17. und 18. April 1959 in Leipzig. Berlin, 1960.
- 3. Joachim Peck: Kolonialismus ohne Kolonien : der deutsche Imperialismus und China 1937. Berlin, 1961.
- 4./5. Manfred Kossok: Im Schatten der Heiligen Allianz; Deutschland und Lateinamerika, 1815–1830. Zur Politik der deutschen Staaten gegenüber der Unabhängigkeitsbewegung Mittel- und Südamerikas. Berlin, Akademie-Verlag, 1964.
- 6./7. Lateinamerika zwischen Emanzipation und Imperialismus, 1810–1960. Berlin, Akademie-Verlag, 1961.
- 8. Manfred Nussbaum: Vom „Kolonialenthusiasmus“ zur Kolonialpolitik der Monopole : zur deutschen Kolonialpolitik unter Bismarck, Caprivi, Hohenlohe. Berlin, 1962.
- 9. Heinrich Loth: Die christliche Mission in Südwestafrika. Berlin, 1963.
- 10./11. Lothar Rathmann; et al.: Kolonialismus und Neokolonialismus in Nordafrika und Nahost. Berlin, Akademie-Verlag, 1964.
- 12./13. Suret-Canale, Jean: Schwarzafrika 1 Geographie, Bevölkerung, Geschichte West- und Zentralafrikas Jean Suret-Canale. Berlin, Akademie-Verl., 1966
- 14./15. Levinson, Georgij Il'ič: Die Philippinen – Gestern und heute G. I. Levinson. Berlin, Akademie-Verl., 1966
- 16./17. Drechsler, Horst: Südwestafrika unter deutscher Kolonialherrschaft [1] Der Kampf der Herero und Nama gegen den deutschen Imperialismus (1884–1915). Berlin, Akad.-Verl., 1966
- 18. Loth, Heinrich: Kolonialismus und Humanitaetsintervention kritische Untersuchung der Politik Deutschlands gegenüber dem Kongostaat (1884–1908). Berlin, Akademie-Verl., 1966
- 19. Nordafrika und Nahost im Kampf für nationale und soziale Befreiung. Berlin, Akademie-Verl., 1968
- 20. Suret-Canale, Jean: Schwarzafrika 2 Geschichte West- und Zentralafrikas 1900–1945 Jean Suret-Canale. Berlin, Akademie-Verl., 1969
- 21. Gottberg, Achim: Unyamwesi. Quellensammlung und Geschichte. Berlin, Akademie-Verl., 1971
- 22. Faulwetter, Helmut; Stier, Peter: Indien – Bilanz und Perspektive Bilanz und Perspektive einer kapitalistischen Entwicklung; innere und äußere Bedingungen der ökonomischen Reproduktion Helmut Faulwetter; Peter Stier. Berlin, Akad.-Verl., 1970
- 23. Sebald, Peter: Malam Musa, Gottlob Adolf Krause 1850–1938; Forscher, Wissenschaftler, Humanist; Leben und Lebenswerk eines antikolonial gesinnten Afrika-Wissenschaftlers unter den Bedingungen des Kolonialismus. Berlin, Akademie-Verlag, 1972
- 24. Barthel, Günter: Industrialization in the Arab countries of the Middle East problems and trends by Günter Barthel. [Transl. from the German by Ria and Christopher Salt in collab. with Achim Kleiber]. Berlin, Akademie-Verl., 1972